# 陳相 (成化進士)
陳相（1444年—？），字子鄰，直隸揚州府泰州人，軍籍，明朝政治人物。進士出身。

## 生平
早年出身國子生，举應天府鄉試第一百九名。成化十一年（1475年）乙未科會試第二百三十八名，殿試登進士第二甲第二十六名。曾任山西蒲州知州。

## 家族
曾祖陳興。祖父陳信。父陳祿，曾任訓導。